# Lepa Ves
Pour les articles homonymes, voir Lepa (homonymie).
Lepa Ves est un village de la municipalité de Donja Stubica (comitat de Krapina-Zagorje) en Croatie. Au recensement de 2011, le village comptait 411 habitants.